# Khavakhsatra
Khavakhsatra (Xavaxšatra, elámi Šattarrida, asszír Kaštarita, babiloni Ḫašatritti, görög Κυαξάρης, I. Küaxarész, Kyaxares) méd fejedelem II. Sarrukín asszír király idején. Talán azonos a közelebbről ismeretlen Daiakkuval, talán Daiakku fiával, a Hérodotosz által említett Phraortésszel azonos, talán a törzsszövetségben Daiakku fejedelemség törzsfőnöke volt. Hérodotosz nem sorolja fel a méd uralkodók között, de az egykorú asszír és babiloni szövegekben feltűnik a neve. Ha sem Déiokésszel, sem Phraortésszel nem azonos, akkor egy velük párhuzamosan uralkodó méd törzsfőről vagy hadvezérről is szó lehet. A legtöbb szakirodalom Déiokész után Phraortészt tárgyalja, és Küaxarészből csak egyet ismer, Asztüagész apját.